# Pamplona (Negros Oriental)
Pamplona è una municipalità di quarta classe delle Filippine, situata nella Provincia di Negros Oriental, nella regione di Visayas Centrale.
Pamplona è formata da 16 baranggay:
- Abante
- Balayong
- Banawe
- Calicanan
- Datagon
- Fatima
- Inawasan
- Magsusunog
- Malalangsi
- Mamburao
- Mangoto
- Poblacion
- San Isidro
- Santa Agueda
- Simborio
- Yupisan